# Olivia Nobs
Olivia Nobs (ur. 18 listopada 1982 w La Chaux-de-Fonds) – szwajcarska snowboardzistka, wicemistrzyni świata i brązowa medalistka olimpijska.

## Kariera
Po raz pierwszy na arenie międzynarodowej pojawiła się 11 listopada 2001 roku w Tignes, gdzie w zawodach FIS Race zajęła piąte miejsce w snowcrossie. Sześć dni później w tej samej miejscowości zadebiutowała w zawodach Pucharu Świata, ponownie zajmując piąte miejsce w tej konkurencji. Tym samym już w swoim debiucie wywalczyła pierwsze pucharowe punkty. Pierwszy raz na podium zawodów tego cyklu stanęła 18 stycznia 2002 roku w Bardonecchii, wygrywając rywalizację w snowcrossie. W zawodach tych wyprzedziła Rosjankę Mariję Tichwinską i Austriaczkę Heidi Krings. Najlepsze wyniki osiągnęła w sezonie 2002/2003, kiedy to zajęła drugie miejsce w klasyfikacji snowcrossu. W tej samej klasyfikacji była też czwarta w sezonie 2005/2006.
W 2009 roku wywalczyła srebrny medal podczas mistrzostw świata w Gangwon. Rozdzieliła tam na podium Helene Olafsen z Norwegii i swą rodaczkę, Mellie Francon. Była też siedemnasta na mistrzostwach świata w Kreischbergu w 2003 roku i rozgrywanych dwa lata później mistrzostwach świata w Whistler. W 2006 roku wystartowała na igrzyskach olimpijskich w Turynie, gdzie zajęła jedenaste miejsce. Brała też udział w igrzyskach w Vancouver cztery lata później, zdobywając brązowy medal. Lepsze okazały się jedynie Kanadyjka Maëlle Ricker i Francuzka Déborah Anthonioz. Nigdy nie wystartowała na mistrzostwach świata juniorów.
W 2010 roku zakończyła karierę.

## Osiągnięcia

### Igrzyska olimpijskie
| Miejsce | Dzień     | Rok  | Miejscowość | Konkurencja | Zwyciężczyni  |
| ------- | --------- | ---- | ----------- | ----------- | ------------- |
| 11.     | 17 lutego | 2006 | Turyn       | Snowcross   | Tanja Frieden |
| 3.      | 16 lutego | 2010 | Vancouver   | Snowcross   | Maëlle Ricker |

### Mistrzostwa świata
| Miejsce | Dzień       | Rok  | Miejscowość | Konkurencja | Zwyciężczyni       |
| ------- | ----------- | ---- | ----------- | ----------- | ------------------ |
| 17.     | 19 stycznia | 2003 | Kreischberg | Snowcross   | Karine Ruby        |
| 17.     | 16 stycznia | 2005 | Whistler    | Snowcross   | Lindsey Jacobellis |
| 2.      | 18 stycznia | 2009 | Gangwon     | Snowcross   | Helene Olafsen     |

### Puchar Świata

#### Miejsca w klasyfikacji generalnej
- sezon 2001/2002: -
- sezon 2002/2003: -
- sezon 2003/2004: -
- sezon 2004/2005: -
- sezon 2005/2006: 14.
- sezon 2007/2008: 32.
- sezon 2008/2009: 22.
- sezon 2009/2010: 62.

#### Miejsca na podium
1. Bardonecchia – 18 stycznia 2002 (snowcross) - 1. miejsce
2. Bad Gastein – 30 stycznia 2002 (snowcross) - 3. miejsce
3. Berchtesgaden – 25 stycznia 2003 (snowcross) - 1. miejsce
4. Bad Gastein – 5 lutego 2003 (snowcross) - 2. miejsce
5. Arosa – 16 marca 2003 (snowcross) - 1. miejsce
6. Whistler – 9 grudnia 2005 (snowcross) - 2. miejsce
7. Bad Gastein – 4 stycznia 2006 (snowcross) - 2. miejsce
8. Cypress – 13 lutego 2009 (snowcross) - 2. miejsce